# Reginald Lane Poole
Reginald Lane Poole, född den 29 mars 1857 i London, död den 28 oktober 1939, var en brittisk historiker. Han var systerson till Edward William Lane, bror till Stanley Lane-Poole och far till Austin Lane Poole.
Poole var lärare i diplomatik och historia i Oxford 1886–1927, från 1885 medutgivare och 1901–1920 ensam utgivare av English Historical Review. Han utgav bland annat A history of the huguenots of the dispersion at recall of edict of Nantes (1880), Wycliffe and movements for reform (1889), Seals and documents (1920), samt Chronicles and annals (1926).